# المنهج الطبقي
المنهج الطبقي Class Analysis ينطلق من أولوية الأساس الاجتماعي-الاقتصادي للعملية السياسية، ومن التكوينات الطبقية والاجتماعية، التي تعد مفتاح فهما.

## أهم مقولاته
- توجد في أي مجتمع طبقات لكل منها مصلحة اقتصادية محددة، يسيطر الطابع الصراعي على العلاقات بينها.
- لا يتم فهم السياسة في أي مجتمع دون الإلمام بأوضاعه الاقتصادية والطبقية.
- تعكس المؤسسات السياسية داخل الدولة من حيث (تكوينها، وممارستها) الأوضاع الطبقية.
- رغم ان السياسة تتحدد بالواقع الاقتصادي-الاجتماعي، إلا أنها ليست متغيرًا سلبيُا.

## خصائص المنهج
يختلف هذا المنهج عن بقية المناهج في كونه لا يرتبط بالفكر الغربي، وبالذات "الأمريكي"، وإنما يتصل أساسًا بأعمال كارل ماركس ومدرسته، وظل علم السياسة الغربي رافضًا له حتى مطلع الستينيات تقريبًا، بعد تأكيد ارتباطه بقضايا التنمية، وتم تناوله بشكل مختلف عن التصور الماركسي له. 
يرجع للمنهج الطبقي الفضل في لفت الانتباه إلى الأساس الاقتصادي-الاجتماعي للسياسة، على الصعيدين الداخلي والخارجي من ناحية، وعلى جدلية العلاقات بين الاقتصاد والسياسة من ناحية أخرى. إلا أن الإطار الطبقي لا يصلح للتطبيق في بعض المواقف، خاصة في حالة تشكل التكوين الاجتماعي، وحتى أن المصالح الطبقية لم تتبلور بعد، ولذلك يحذر من استخدامه عند عدم مراعاة خصوصية كل موقف على حدة. 